# 3412 Kafka
3412 Kafka este un asteroid din centura principală, descoperit pe 10 ianuarie 1983, de Randolph Kirk și Donald Rudy.

## Denumirea asteroidului
Asteroidul a primit numele în onoarea scriitorului praghez, de limbă germană, Franz Kafka.